# Ryżawka (obwód winnicki)
Ryżawka – wieś na Ukrainie, położona w rejonie żmeryńskim, obwodu winnickiego.

## Opis
Pod koniec XIX wieku wieś liczyła 86 osad i 510 mieszkańców oraz 598 dziesięcin włościańskich i 1203 dworskie, podzielone na cztery fermy. We wsi była cerkiew. Właścicielami wsi byli Urbanowscy, a wcześniej Potoccy. W odległości 12 wiorst znajdowała się stacja kolejowa Żmerynka. Obok wsi znajdowało się ujście Kudaszówki do Barana (prawy dopływ Bohu).

## Urodzeni
- Antoni Urbański – urodził się w Ryżawce w 1873, polski akademik, autor wielu artykułów oraz książki "Memento kresowe".